# کاورد (کارولینای جنوبی)
کاورد(به انگلیسی: Coward) شهری در ایالت کارولینای جنوبی کشور ایالات متحده آمریکا است که جمعیت آن در سرشماری سال ۲۰۱۰ میلادی، ۷۵۲ نفر بوده‌است.